# 金桥基地
金桥基地，又称上海国际队足球训练基地，是坐落于中华人民共和国上海市浦东新区金桥镇唐陆路888号的一个足球训练基地。基地占地104亩，有4片天然草坪球场，2块人工草坪球场，1个室内足球场，总投入1.2亿元人民币。基地面积达6万多平方米（近93亩），建成于2002年12月23日，由中远置业出资5000万元购买产权并花费5000万元改造，基地落成后即成为上海中远汇丽足球俱乐部国际队办公和球员居住训练的场所。三年后，中远置业被跨国公司印尼三林集团收购。2006年1月3日，球队正式搬离金桥基地。2006年1月21日，三林集团正式接管基地。